# Radio Free Dom
Ne doit pas être confondu avec Free Dom.
Pour les articles homonymes, voir Freedom.
Radio Free Dom est une station de radio locale de l'île de la Réunion, créé en 1981 par Camille et Margie Sudre lors du boom des radios libres.
Elle commence à émettre le 14 juillet 1981 depuis la rue Jules Auber à Saint-Denis, sa rédaction locale. Sa renommée commence avec le radio-guidage, les interventions de la juriste Aude Palant-Vergoz et l'émission pour adultes Chaleur tropicale. Les auditeurs, même hors de l'île, passent en direct leurs messages par téléphone ou par Internet.

## Présentation générale
Depuis les années 2000, la radio bénéficie de fortes audience en cultivant la proximité avec ses auditeurs et en développant les créneaux d'écoute et les interactions avec le public.
En 2007 par exemple, lors de l'enlèvement du petit Alexandre par Juliano Verbard, toute l'équipe de la radio mobilise les auditeurs et les habitants de l'île, contribuant ainsi à retrouver l'enfant en moins d'un week-end.
En 2010, la radio atteint 30 % d'audience, le record à la Réunion selon Médiamétrie.

## Collaborateurs

### Dirigeants
Margie Sudre est la propriétaire et la directrice d'antenne.
Brigitte Barret, anciennement animatrice de radio, est chargée des programmes, des animateurs et de leur recrutement.

### Animateurs et journalistes
- Bobby : animateur de radio très connu a la Réunion, régulièrement cité dans les spectacles et les émissions d'humour de l'île, anime « Trafic » tous les jours de 15h00 à 19h00[3].
- Francky : animateur de radio et père de 4 enfants, qui tenait auparavant un snack pizza, quand Camille Sudre le découvre. Il met son humour et sa bonne humeur au service de la radio tous les mercredi de 15h00 à 19h00[4].
- Zoé Lacaille : repérée par Brigitte Barret, elle apparaît rapidement à l'antenne avec « Le son du soleil » qu'elle anime de 10h00 à 15h00 tous les jours[5].
- Aude Palant-Vergoz, dite « Mme Aude » : juriste reconnue à la retraite, elle commence sur RFM Réunion, puis rejoint Free Dom en 1981. Avec bobby, elle anime depuis 1987 l'émission « Droit de parole » du lundi au vendredi, de 17h00 à 18h00[6].

La relève des nouveaux animateurs est représentée notamment par :
- Thomas : une des dernières recrues de Free Dom, il anime l'émission « Chaleur Tropicale » de 20h00 à minuit[7].
- Lilou : elle débute sur la radio RFO Réunion (aujourd'hui Réunion La 1ère) quand Free Dom la découvre en 2006. Elle a écrit un livre sur les coulisses et les animateurs de Free Dom, Dans les coulisses de Radio Freedom [8].
- Olivia : journaliste à RTL Réunion, elle rejoint Free Dom au même poste de journaliste[9].

## Programmation

### Musique
L'animateur Max[précision nécessaire] est responsable de la programmation musicale.

### Informations
Sur le plan journalistique, en plus d'une rédaction locale, la station diffuse chaque heure les informations nationales d'Europe 1. Ces informations sont présentées en semaine par Sarah Patel et le week-end par Charles Luylier (journaliste de la métropole), ou leurs remplaçants (Zoé Lacaille, Honorine Angama, Audrey Lauret).
- Revue de presse, en partenariat avec le JIR et Le Quotidien de La Réunion à 05h05, 05h35, 06h00 en semaine, 06h00 et 06h45 le week-end
- Journal de la rédaction, journal local à 06h30 (en semaine), 07h30, 08h30, 12h20
- Météo, diffusée après chaque journal ou revue de presse
- Le journal d'Europe 1 toutes les heures
- L'interview d'Europe 1 à 18h20

### Émissions
Free Dom prend l'antenne de 05h00 à minuit en semaine, de 06h00 à minuit le weekend, avec un décrochage d'Europe 1 entretemps, en échange permanent avec les auditeurs au téléphone.
Parmi les émissions, on y retrouve : 
- La Libre Antenne
- La revue de presse locale
- Baromètre
- La matinale, présenté par Franckie
- Les petites annonces
- Chaleur Tropicale, émission dédiée aux rencontres amicales/amoureuses diffusé entre 20h & 00h chaque jour de la semaine
- Dédicaces
- Le Multiplex, RDV du football local diffusé les dimanches après-midis
- La Salsa du dimanche, diffusé tout le dimanche
- Les avis de décès, diffusés 4 fois par jour (05h50, 08h50, 12h15, 16h50)

### Sport
Depuis 2018, Radio Free Dom diffuse chaque dimanche après-midi du football : la Régionale 1 (le Championnat de la Réunion de football), quelques matchs de la Coupe de la Réunion et de la Coupe régionale de France (sauf en cas de loto-quine, de compétitions ou de matchs à l'international, de trêve locale). Un match y est retransmis (sur certaines journées du championnat 2018, 2 rencontres sont diffusées en même temps). Les commentaires sont assurés par Charles Luylier, Farès Bousdira (pendant quelque temps), Salim Abdou et Nico (en remplacement d'Abdou).

### Autres émissions

#### Loisirs
- Les Horoscopes de Christie, 06h15, 07h15 et 08h15
- La Moucat a li, 06h00, 11h00 et 15h00. Crée le 26 novembre 1988, La Moucat a li a fait son retour en 2021, quand Freedom fêtent ses 40 âns[10].
- Le Son Du Soleil, de 10h00 à 15h00

#### Jeux
- Freedomillions, 07h15, 08h15, 11h10 (sauf le dimanche) : sur le principe de la valise RTL, une somme d'argent est donnée à l'antenne et une personne est appelée au hasard pour donner son montant.
- Freedoquotidien, vers 11h50 : jeu de cagnotte en partenariat Le Quotidien de La Réunion.
- Freedomobile, 18h50 en semaine : gagner de l'argent en appelant un numéro avec son téléphone mobile.
- Fredocaddie, certaines semaines de 16h00 à 18h00, gains de lots en partenariat avec une enseigne commerciale (places de concerts, fournitures scolaires, etc.)
- Loto Quine : plusieurs fois par an, loto avec les partenaires commerciaux Carrefour et Carrefour Market.

## Free Dom 2
Créée en 2011 lors du 30e anniversaire de Radio Free Dom, elle diffuse une programmation musicale qui s'étend des années 1940 à aujourd'hui, avec une préférence pour les artistes locaux, toute la journée.
- Radio-guidages de Free Dom avec dix minutes de décalage.
- Informations locales à 06h20 et 07h30
- Flashes de l'AFP Audio APPRL toutes les heures (ex : 08h00, 09h00, 17h00, 23h00)
- Flashes de RFI toutes les heures, à la demie (ex : 08h30, 09h30, 17h30, 23h30)

## Critiques
Selon un rapport du sénat datant de 2012, Radio Freedom, très populaire sur l'île, avec la présentation des faits divers, serait en partie responsable de l'important sentiment d’insécurité sur l'île alors que les faits d'insécurité placent La Réunion comme un département relativement sûr. En effet, en 2011, le taux de criminalité s'élève à 37,6 crimes et délits pour 1 000 habitants ce qui place La Réunion au 65ème rang des départements en matière de sécurité et ce, malgré une croissance démographique élevée (24e département en nombre d'habitants). De plus, le taux d'élucidation des crimes et délits s'élève à 44,83 %, soit environ 10 points supérieurs par rapport au niveau national. Pourtant, le sentiment d'insécurité à La Réunion est très fort : selon une enquête de Insee Partenaires « 18 % des personnes interrogées déclarent se sentir souvent ou de temps en temps en insécurité dans leur quartier (11 % en France métropolitaine) et 17 % à leur domicile (8,5 % en France métropolitaine) ». Le rapport du sénat précise qu'en cas de crimes ou de délits, il est fréquent que les Réunionnais contactent d'abord Radio Freedom avant d'appeler la police ou la gendarmerie.